# Oblast' di Mykolaïv
L'oblast' di Mykolaïv (in ucraino Миколаївська область?, Mykolaïvs'ka oblast') è una delle 24 oblast' dell'Ucraina con capoluogo Mykolaïv.

## Geografia fisica
L'oblast' di Mykolaïv si trova nella parte meridionale dell'Ucraina. La sua area (24 600 km²) equivale a circa il 4,07% della superficie totale della nazione ucraina.
La regione confina con l'oblast' di Odessa ad ovest-sud-ovest, l'oblast' di Kirovohrad nel nord, l'oblast' di Dnipropetrovs'k nel nord-est, e l'oblast' di Cherson a sud-est.
A sud l'oblast' si affaccia sul Mar Nero.

## Suddivisioni

### Suddivisione amministrativa dopo il 2020
L'oblast' di Mykolaïv è suddivisa amministrativamente in 4 distretti: Baštanka, Mykolaïv, Pervomajs'k e Voznesens'k
I dati che seguono mostrano il numero di ogni tipo di suddivisione amministrativa:
- Distretti: 4
- Città: 10
- Insediamenti rurali: 17
- Villaggi: 820

### Suddivisione amministrativa prima del 2020
Prima della riforma amministrativa del 2020 l'oblast' di Mykolaïv era suddivisa in 19 distretti e 5 città direttamente subordinate al consiglio di oblast': Baštanka, Nova Odesa, Novyj Buh, Snhiurivka, e Mykolaïv, capoluogo.
I dati che seguono mostrano il numero di ogni tipo di suddivisione amministrativa prima della riforma amministrativa del 2020:
- Distretti: 19
- Città: 10
- Insediamenti rurali: 17
- Villaggi: 820